# Ewald Wanjeck
Ewald Wanjeck, auch Wanjek, (* 28. September 1846 in Ratibor; † 2. Oktober 1925) war ein deutscher Reichsgerichtsrat.

## Leben

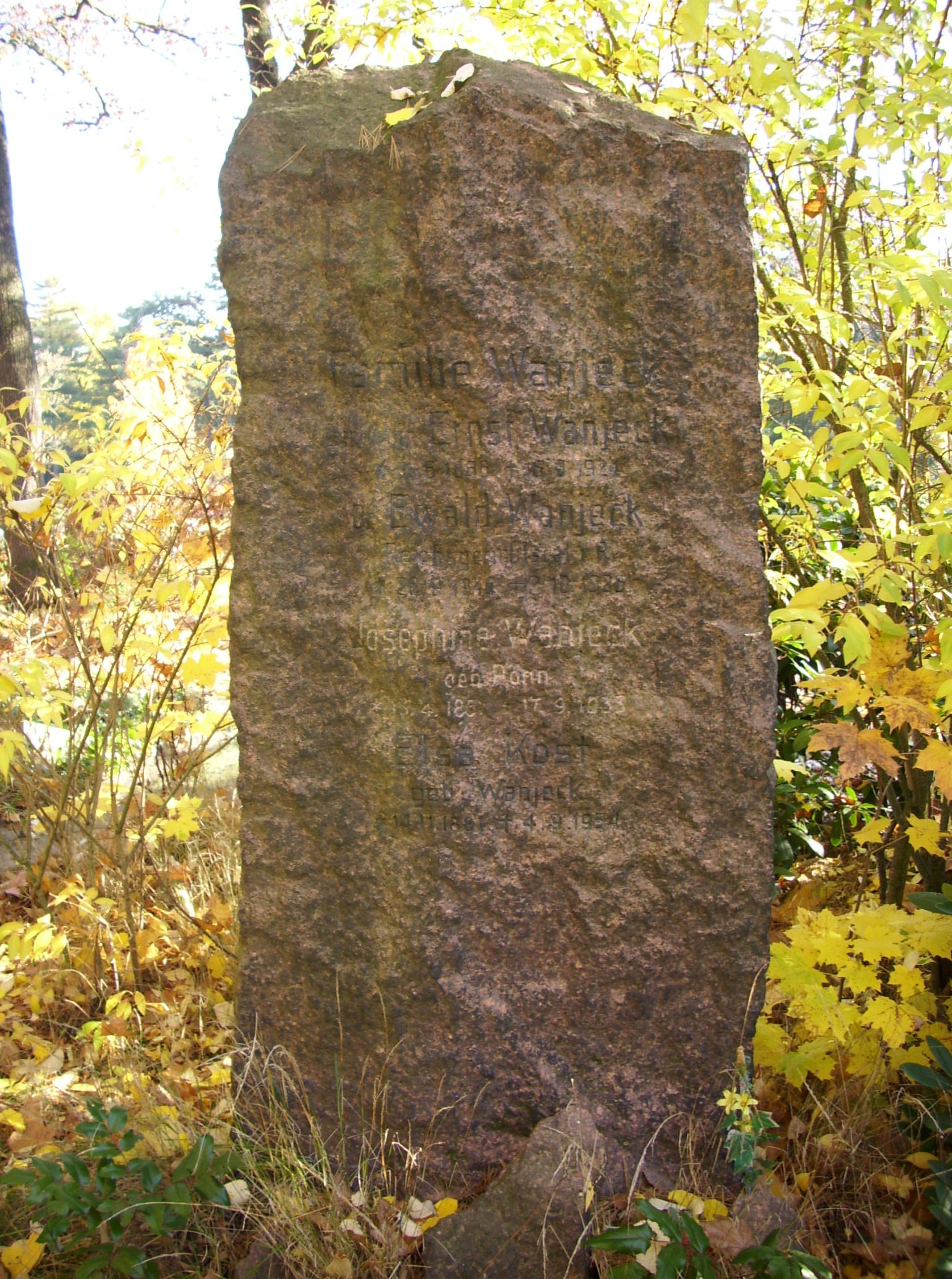
Grabstätte Ewald Wanjeck und Angehörige, Südfriedhof Leipzig

Der Sohn eines Ratiborer Gefängnisinspektors begann nach dem Abitur 1865 in Berlin Rechtswissenschaften zu studieren. 1869 wurde er in Breslau mit einer Arbeit über das römische Feldmesserwesen promoviert. Im selben Jahr wurde er auf den preußischen Landesherrn vereidigt. 1875 wurde er Kreisrichter, 1879 Amtsrichter und 1882 Landrichter. 1886 wurde er ungewöhnlicherweise wieder Amtsrichter. 1888 wurde er zum Amtsgerichtsrat befördert. 1892 ernannte man ihn zum Landrichtsdirektor. 1900 kam er von Breslau an das Reichsgericht. Er war im IV. Zivilsenat tätig. Er trat am Neujahrstag 1920 in den Ruhestand.

## Werke
- De quaestionibus finalibus secundum veteres scriptores gromaticos. Diss. Breslau 1869.
- Preußisches und Deutsches Civilrecht. Berlin 1897.
- Ein Beitrag zur Lehre von der Brandstiftung und Ueberschwemmung nach heutigem Deutschen Strafrecht. In: Der Gerichtssaal, Jahrgang 31 (1879), S. 1.
- Die reichsgerichtliche Auffassung des §. 199 der St.P.O. In: Der Gerichtssaal, Jahrgang 32 (1880), S. 267.

## Quelle
- Adolf Lobe: Fünfzig Jahre Reichsgericht am 1. Oktober 1929. Berlin 1929, S. 369.